# Danielis
Danielis va ser una noble vídua romana d'Orient de Patres. Segons la tradició escrita (continuant en la tradició de Teòfanes), Danielis era una terratinent extremadament rica, i posseïa una part significativa del Peloponès, així com una florent indústria tèxtil i de catifes. Tanmateix, Ilias Anagnostakis ha argumentat que la narrativa sobre Danielis no és una exageració completa, però sí que tenia una gran part de ficció. La seva relació amb Basili el Macedoni seguia el model de la relació entre el rei Salomó i la reina de Sabà per una banda i la visita d'Alexandre el Gran a Kandake (relatada al Romanç d'Alexandre) per l'altra. La invenció es va afegir per tal de magnificar la legitimitat i heroïcitat de Basili.
Les propietats de Danielis, que finalment va llegar a l'emperador Lleó VI el Filòsof, van ser descrites de la següent forma: "supera qualsevol fortuna privada i a penes inferior a la d'un governant", i incloïen 80 dominis i més de 3.000 esclaus, als qui l'emperador va enviar per colonitzar el sud d'Itàlia.
Danielis va conèixer el futur emperador romà d'Orient, Basili, durant una visita que aquest va fer a Patres quan encara era ajudant d'un delegat imperial. Per algun motiu, Danielis li va oferir a Basili regals luxosos i propietats que li van resultar molt útils quan aquest va ascendir al tron imperial. Danielis també va viatjar a Constantinoble amb un gran seguici, per tal de visitar Basili, un cop va esdevenir emperador. La seva lleialtat al tron va ser recompensada amb el títol de mare del rei. Danielis va sobreviure a Basili i va nomenar el fill d'aquest, Lleó VI, com el seu hereu. Lleó va alliberar 3.000 dels seus esclaus i els va enviar per colonitzar el sud d'Itàlia.